# ザ・ビギニング・オブ・タイムズ
『ザ・ビギニング・オブ・タイムズ』（The Beginning of Times）は、フィンランドのヘヴィメタル・バンド、アモルフィスが2011年に発表した10作目のスタジオ・アルバム。

## 背景
本作の歌詞は、フィンランドの叙事詩『カレワラ』の登場人物ワイナモイネンにインスパイアされている。ただし、「リフォーメイション」はワイナモイネンについて言及した曲ではなく、作詞家のペッカ・カイヌライネンが『カレワラ』に対する個人的な思い入れを書いたものである。
本作からの先行シングル「ユー・アイ・ニード」のミュージック・ビデオは、2011年4月29日にベルリンで撮影された。ギタリストのエサ・ホロパイネンは、「この曲を聴いただけではアルバム全体がわかるとは思えない」「ラジオ向けの曲」とコメントしている。

## 反響・評価
母国フィンランドでは2011年第22週のアルバム・チャートで初登場1位となり、バンドにとって4作目の1位獲得アルバムとなった。2012年12月にはフィンランド国内の売り上げが1万枚を突破し、ゴールドディスクの認定を受けている。
ドイツのアルバム・チャートでは16位に達し、同国において初のトップ20入りを果たした。
Eduardo Rivadaviaはオールミュージックにおいて5点満点中3.5点を付け「『ザ・ビギニング・オブ・タイムズ』という宣伝文句は必ずしも正確ではない、なぜなら本作は1992年のデビュー作『カレリアン・イスムス』のブルータルなデスメタルではなく、むしろ彼らのオリジナリティを最初に証明した影響力の強い2作目『テイルズ・フロム・ザ・サウザンド・レイクス』に回帰したからだ」と評している。また、エイドリアン・ベグランド（Adrien Begrand）はポップマターズにおいて10点満点中7点を付け「過去3作のアルバムは、壮麗でポップ性の注入されたシングル曲の印象が強かったが、このレコードはより一貫性がある」と評している。

## 収録曲
全曲とも作詞はペッカ・カイヌライネンによる。
1. バトル・フォー・ライト - "Battle for Light" – 5:35
  - 作曲：サンテリ・カリオ
2. マーメイド - "Mermaid" – 4:24
  - 作曲：サンテリ・カリオ
3. マイ・エネミー - "My Enemy" – 3:25
  - 作曲：トミ・コイヴサーリ
4. ユー・アイ・ニード - "You I Need" – 4:22
  - 作曲：サンテリ・カリオ
5. ソング・オブ・ザ・セイジ - "Song of the Sage" – 5:26
  - 作曲：サンテリ・カリオ
6. スリー・ワーズ - "Three Words" – 3:55
  - 作曲：エサ・ホロパイネン
7. リフォーメイション - "Reformation" – 4:33
  - 作曲：エサ・ホロパイネン
8. スースセイヤー - "Soothsayer" – 4:09
  - 作曲：トミ・コイヴサーリ
9. オン・ア・ストランディド・ショア - "On a Stranded Shore" – 4:12
  - 作曲：サンテリ・カリオ
10. エスケイプ - "Escape" – 3:51
  - 作曲：サンテリ・カリオ
11. クラック・イン・ア・ストーン - "Crack in a Stone" – 4:55
  - 作曲：エサ・ホロパイネン
12. ビギニング・オブ・タイム - "Beginning of Time" – 5:50
  - 作曲：エサ・ホロパイネン

### ボーナス・トラック
限定デジパック盤及び日本盤に収録。
1. ハーツ・ソング - "Heart's Song" – 4:07
  - 作曲：エサ・ホロパイネン

## 参加ミュージシャン
- トミ・ヨーツセン - ボーカル
- エサ・ホロパイネン - リードギター
- トミ・コイヴサーリ - リズムギター
- サンテリ・カリオ - キーボード
- ニクラス・エテレヴォリ - ベース
- ヤン・レックベルガー - ドラムス

アディショナル・ミュージシャン
- Savotta Choir - 男声ボーカル
- Netta Dahlberg - 女声ボーカル
- Iikka Kahri - フルート、クラリネット、サクソフォーン